# Fingerboard
Et fingerboard (også kendt som Tech Deck grundet det populære mærke) er et miniatureskateboard af plastik med griptape på, to trucks og 4 hjul. Det er beregnet til brug med fingrene, deraf navnet. Man kan lave de fleste tricks på et fingerboard som på et almindeligt skateboard, og de laves på akkurat samme måde.

## Mærker
Alle fingerboards er baseret på rigtige skateboards lavet af professionelle skateboardmærker.
Og så er der også wooden boards, som laves af private firmaer.